# Chojnowo (powiat grajewski)
Chojnowo – wieś w Polsce położona w województwie podlaskim, w powiecie grajewskim, w gminie Szczuczyn. Urbanistycznie jest to typowa jednoulicówka.
W okresie międzywojennym miejscowość była siedzibą komisariatu Straży Celnej „Chojnowo” oraz stacjonowała tu placówka Straży Celnej „Chojnowo”.
Przez miejscowość przebiega droga krajowa nr 58.
W latach 1975–1998 miejscowość należała administracyjnie do województwa łomżyńskiego.
Wierni kościoła rzymskokatolickiego należą do parafii św. Stanisława Biskupa i Męczennika w Niedźwiadnej.